# Acropora secale
Acropora secale là một loài san hô trong họ Acroporidae. Loài này được Studer mô tả khoa học năm 1878.